# Dan Aï Saboua
Dan Aï Saboua (auch: Dan Ahi, Dan Ahi Saboua, Danaï, Dan Aï, Dan Tanyo) ist ein Dorf in der Landgemeinde Ourafane in Niger.

## Geographie
Das von einem traditionellen Ortsvorsteher (chef traditionnel) geleitete Dorf befindet sich rund 30 Kilometer nordöstlich des Hauptorts Ourafane der gleichnamigen Landgemeinde, die zum Departement Tessaoua in der Region Maradi gehört. Zu den Siedlungen in der näheren Umgebung von Dan Aï Saboua zählen Yagagi im Osten, Gararé im Süden und Guidan Gobgé im Südwesten.
Dan Aï Saboua ist Teil der Übergangszone zwischen Sahara und Sahel. Die durchschnittliche jährliche Niederschlagsmenge beträgt hier zwischen 200 und 300 mm.

## Bevölkerung
Bei der Volkszählung 2012 hatte Dan Aï Saboua 1058 Einwohner, die in 133 Haushalten lebten. Bei der Volkszählung 2001 betrug die Einwohnerzahl 622 in 76 Haushalten und bei der Volkszählung 1988 belief sich die Einwohnerzahl auf 889 in 152 Haushalten.
Die Bevölkerungsdichte in diesem Gebiet ist mit 10 bis 20 Einwohnern je Quadratkilometer relativ gering. In Dan Aï Saboua wird die Sprache Hausa gesprochen.

## Wirtschaft und Infrastruktur
In Dan Aï Saboua wird ein Wochenmarkt abgehalten. Der Markttag ist Freitag. Der Markt wurde nach 1960, dem Jahr der staatlichen Unabhängigkeit Nigers, etabliert. Die Siedlung liegt in einem Gebiet des Übergangs zwischen der Naturweidewirtschaft des Nordens und des Ackerbaus des Südens, was zu Landnutzungskonflikten führt. Eine Getreidebank wurde in den 1980er Jahren eingerichtet. Im Dorf ist ein Gesundheitszentrum des Typs Centre de Santé Intégré (CSI) vorhanden. Es gibt eine Grundschule.